# 스포츠 이야기 운동화 2.0
스포츠 이야기 운동화 2.0는 매주 일요일 밤 12시에 방송되었던 KBS 1TV 텔레비전 프로그램이다.

## 기획 의도
스포츠팬들에게 즐거움과 심도 깊은 스포츠 정보를 제공하는 텔레비전 프로그램이다.

## 방송 시간
| 방송 채널 | 방송 기간                         | 방송 시간                           |
| --------- | --------------------------------- | ----------------------------------- |
| KBS 1TV   | 2015년 1월 2일 ~ 2월 6일          | 매주 금요일 밤 11:40 ~ 12:30 (50분) |
| KBS 1TV   | 2015년 2월 15일 ~ 2016년 3월 27일 | 매주 일요일 밤 12:00 ~ 12:50 (50분) |

## 역대 진행자
| 기수 | 진행자         | 진행 기간                         |
| ---- | -------------- | --------------------------------- |
| 1기  | 이광용, 오승원 | 2015년 1월 2일 ~ 3월 15일         |
| 2기  | 김현태, 강승화 | 2015년 3월 22일 ~ 5월 17일        |
| 3기  | 강승화         | 2015년 6월 14일 ~ 2016년 3월 27일 |

## 구성
- 스포츠 대작전(프로농구→프로야구)→스포츠 대백과

## 사건
5월 24일부터 3주간 아무런 예고 없이 결방되었는데, '술자리에서 잡담하는 분위기의 격이 떨어지는 프로그램을 용납할 수 없다'는 편성본부장의 일방적 지시라는 비판이 제기되어 노조와 갈등을 빚었다.

## 타이틀 변천사
| 역대 | 타이틀                   | 방송 기간                          |
| ---- | ------------------------ | ---------------------------------- |
| 1대  | 일요 스포츠 중계석       | 2008년 11월 23일 ~ 2009년 4월 19일 |
| 2대  | 일요스포츠 쇼            | 2009년 4월 26일 ~ 2009년 12월 20일 |
| 3대  | 토요스포츠 쇼            | 2010년 1월 9일 ~ 2010년 5월 8일    |
| 4대  | 일요스포츠 쇼            | 2010년 5월 16일 ~ 2011년 5월 29일  |
| 5대  | 스포츠 이야기 운동화     | 2011년 6월 5일 ~ 2013년 4월 7일    |
| 6대  | 스포츠 이야기 운동화 2.0 | 2015년 1월 2일 ~ 2016년 3월 27일   |
| 7대  | 한눈에 스포츠            | 2017년 1월 14일 ~ 2017년 5월 27일  |

## 시청률
- AGB 닐슨 미디어리서치

| 회차 | 방송 일자        | 전국 시청률(증감치) |
| ---- | ---------------- | ------------------- |
| 1회  | 2015년 1월 2일   | 2.1%                |
| 2회  | 2015년 1월 9일   | 1.6%                |
| 3회  | 2015년 1월 16일  | 1.4%                |
| 4회  | 2015년 1월 23일  | 1.4%                |
| 5회  | 2015년 1월 30일  | 1.4%                |
| 6회  | 2015년 2월 6일   | 미집계              |
| 7회  | 2015년 2월 15일  | 1.1%                |
| 8회  | 2015년 3월 1일   | 1.2%                |
| 9회  | 2015년 3월 15일  | 1.3%                |
| 10회 | 2015년 3월 22일  | 1.3%                |
| 11회 | 2015년 3월 29일  | 1.5%                |
| 12회 | 2015년 4월 5일   | 1%                  |
| 13회 | 2015년 4월 12일  | 1.1%                |
| 14회 | 2015년 4월 19일  | 1.3%                |
| 15회 | 2015년 4월 26일  | 1.2%                |
| 16회 | 2015년 5월 3일   | 1.1%                |
| 17회 | 2015년 5월 10일  | 1.3%                |
| 18회 | 2015년 5월 17일  | 1.2%                |
| 19회 | 2015년 6월 14일  | 0.8%                |
| 20회 | 2015년 6월 21일  | 1.8%                |
| 21회 | 2015년 6월 28일  | 1.4%                |
| 22회 | 2015년 7월 19일  | 1.9%                |
| 23회 | 2015년 7월 26일  | 0.4%                |
| 24회 | 2015년 8월 2일   | 0.7%                |
| 25회 | 2015년 8월 9일   | 1.2%                |
| 26회 | 2015년 8월 16일  | 1.2%                |
| 27회 | 2015년 8월 30일  | 1.5%                |
| 28회 | 2015년 9월 6일   | 1.2%                |
| 29회 | 2015년 9월 13일  | 1.2%                |
| 30회 | 2015년 9월 20일  | 0.9%                |
| 31회 | 2015년 10월 4일  | 0.4%                |
| 32회 | 2015년 10월 25일 | 0.6%                |
| 33회 | 2015년 11월 1일  | 1%                  |
| 34회 | 2015년 11월 8일  | 1.2%                |
| 35회 | 2015년 11월 15일 | 0.6%                |
| 36회 | 2015년 11월 22일 | 0.9%                |
| 37회 | 2015년 11월 29일 | 1.3%                |
| 38회 | 2015년 12월 6일  | 0.8%                |
| 39회 | 2015년 12월 13일 | 1.2%                |
| 40회 | 2015년 12월 20일 | 1.4%                |
| 41회 | 2015년 12월 27일 | 1.5%                |
| 42회 | 2016년 1월 3일   | 0.8%                |
| 43회 | 2016년 1월 10일  | 1.4%                |
| 44회 | 2016년 1월 17일  | 1.2%                |
| 45회 | 2016년 1월 24일  | 1.2%                |
| 46회 | 2016년 1월 31일  | 1.8%                |
| 47회 | 2016년 2월 14일  | 1.3%                |
| 48회 | 2016년 2월 21일  | 1.2%                |
| 49회 | 2016년 2월 28일  | 1%                  |
| 50회 | 2016년 3월 6일   | 1.4%                |
| 51회 | 2016년 3월 13일  | 1.3%                |
| 52회 | 2016년 3월 20일  | 1.5%                |
| 53회 | 2016년 3월 27일  | 1.1%                |

## 지역 방송국 프로그램
다음 지역 방송국 프로그램은 일요일 밤 12시에 방송되었다.
| 방송국  | 지역       | 프로그램    |
| ------- | ---------- | ----------- |
| KBS부산 | 부산광역시 | 무대와 객석 |
| KBS광주 | 광주광역시 | 콘서트 필   |

## 같이 보기
- 스포츠 하이라이트